# Mohamed Bayram (1748-1831)
Pour les articles homonymes, voir Famille Bayram et Bayram.
Mohamed Bayram, né le 28 octobre 1748 à Tunis et mort le 23 octobre 1831, est un savant et ouléma tunisien.

## Biographie
Fils de Mohamed Bayram, il appartient à une famille notable d'origine ottomane ; sa mère est la fille du bach mufti hanéfite Hussein Baroudi. Mohamed Bayram apprend la jurisprudence et les hadiths de son père, le tajwid du cheikh Mohamed Qarbattaq et les autres sciences religieuses du cheikh Salah Kawech.
Il succède à son père comme imam de la mosquée Youssef Dey puis enseigne à la Zitouna. En 1778, il est nommé cadi de Tunis avant de retourner à l'enseignement en 1780.
Après la mort de son grand-oncle Abdelkabir Cherif, il hérite de la charge de nakib al achraf, syndic des descendants du prophète Mahomet, en 1792.
Succédant à son propre père, il est nommé bach mufti hanéfite en 1801 par le souverain Hammouda Pacha et reste à la tête du conseil charaïque jusqu'à sa mort. Il publie une série d'ouvrages sur la dimension historique et généalogique des hanéfites. Il s'appuie fréquemment sur l'école malékite pour tirer les arguments de ses fatwas.
Il bénéficie d'une réputation de travailleur prolifique.

## Œuvres
- Histoire de la littérature tunisienne sous les dynasties mouradite et husseinite (تاريخ الأدب التونسي في العهدين المرادي والحسيني)
- Compilation des biographies des savants tunisiens (عنوان الأريب عما نشأ بالبلاد التونسية من عالم أديب), entièrement composé en vers
- Les maîtres de la poésie et de la littérature (أشهر ملوك الشعر والنثر)

Il rédige aussi une brève histoire de sa famille depuis sa venue à Tunis avec le contingent de Sinan Pacha, plusieurs ouvrages de jurisprudence islamique sur des sujets comme l'unicité de Dieu et un ouvrage sur le calendrier musulman, basé sur le calcul et l'observation de la lune (قلادة اللآل في نظم حكم رؤية الهلال).